# بول-لورن
بول-لورن (به فرانسوی: Buhl-Lorraine) یک کمون در فرانسه است که در Canton of Sarrebourg واقع شده‌است.

## خصوصیات
بول-لورن ۱۱٫۲ کیلومترمربع مساحت و ۱٬۱۹۸ نفر جمعیت دارد.